# Slaget om Stettin 1677
Slaget om Stettin fandt sted fra juli til 26. december 1677 mellem svenske og brandenburgiske tropper. Det var en vigtig begivenhed i Brandenburgs militære historie og senere i det preussiske militære historie, fordi erobringen af Stettin var en vigtig milepæl for kurfyrste Frederik Vilhelm den Store i hans arbejde for at udvide sit rige.

## Baggrund
Efter Wolgast og Wismar var faldet i 1675 til de allierede hære, som dominerede Svensk Forpommern, overtog Otto Wilhelm Königsmarck ledelsen i Svensk Forpommern over de tilbageværende styrker og måtte udkæmpe en defensiv kamp med kun 6.000 mand. Denne forhindrede brandenburgernes planer gennem året 1676 som var kendetegnet af udfald for at genvinde mindre befæstninger og forstyrre belejringer af andre fæstninger, som trak sig ud i tide.
Først i 1677 besluttede de allierede sig omsider for at få en ende på stilstanden, og Königsmarcks base, Rügen blev opgivet, da Christian V gik i land med 4.000 soldater i sommeren i 1677. Også 3.000 brandenburgske tropper var sejlet over til Rügen af danskerne, så Königsmarck så ingen anden udvej end at overgive sig uden kamp og forlade også denne befæstning. Derefter kunne kurfyrsten koncentrere sig om belejringen af byen Stettin med 18.000 soldater.

## Belejringen
Efter en kortvarig belejring fra oktober til november 1676 havde svenskerne indsat en garnison på mellem 2.000-3.000 soldater under Johan Jacob von Wulf, som viste sig at være en streng og dygtig officer, som improviserede forsvarsanlæggene. I stedet for at foretage kostbare udfald eller vente på angreb fra andre svenske styrker i ryggen på belejringshæren koncentrerede han forsvaret om voldgravene og bymurene, hvor de svenske soldater udviste stor tapperhed og dristig opfindsomhed. Det førte til stor tab i stomangreb, og kurfyrsten så sig nødsaget til at starte et bombardement, som begyndte at ødelægge byen bag fæstningsanlæggene.
Efter bombardementer med blandt andet 200.000 granater var Stettin blevet reduceret til en ruin og enorme ødelæggelser var sket på fæstningsanlæggene således, at de allierede i december 1677 endelig fra to sider nåede frem til hovedvolden, hvorfra de kunne true de andre svenske forsvarstillinger. Hungernød og sygdomme havde reduceret befolkningen drastisk således, at der kun var få tilbage, der var i stand til at kæmpe videre. Endvidere var krudtforrådet eksploderet, så der var nu kun lidt krudt tilbage for forsvaret.
Netop som kurfyrstens styrker, som også havde lidt store tab, forberedte sig til et stormangreb for at indtage byen, kapitulerede Wulf sammen med borgerne i byen, og efter korte forhandlinger blev der opnået enighed om, at de tilbageværende svenskere herunder civilister skulle få lov til at drage tilbage til Sverige. Der var kun 300 kampdygtige mænd tilbage den 26. december.

## Efterspillet
Med Stettin erobret var der kun Stralsund tilbage, men netop som kurfyrsten af Brandenburg havde fejret sin fremgang, fik han en beklagelige nyhed fra Rügen, hvor Königsmarck havde vundet Slaget ved Warksow og dermed genvundet kontrol over øen. Fra Rügen kunne Königsmarck nu foretage plyndringstog med brutale hærgninger dybt ind i Brandenburg i det første halvår af 1678.